# Елет (река)
Елет (фр. Ailette) је река у Француској. Дуга је 60 km. Улива се у Oise (река). 